# Meio da Serra

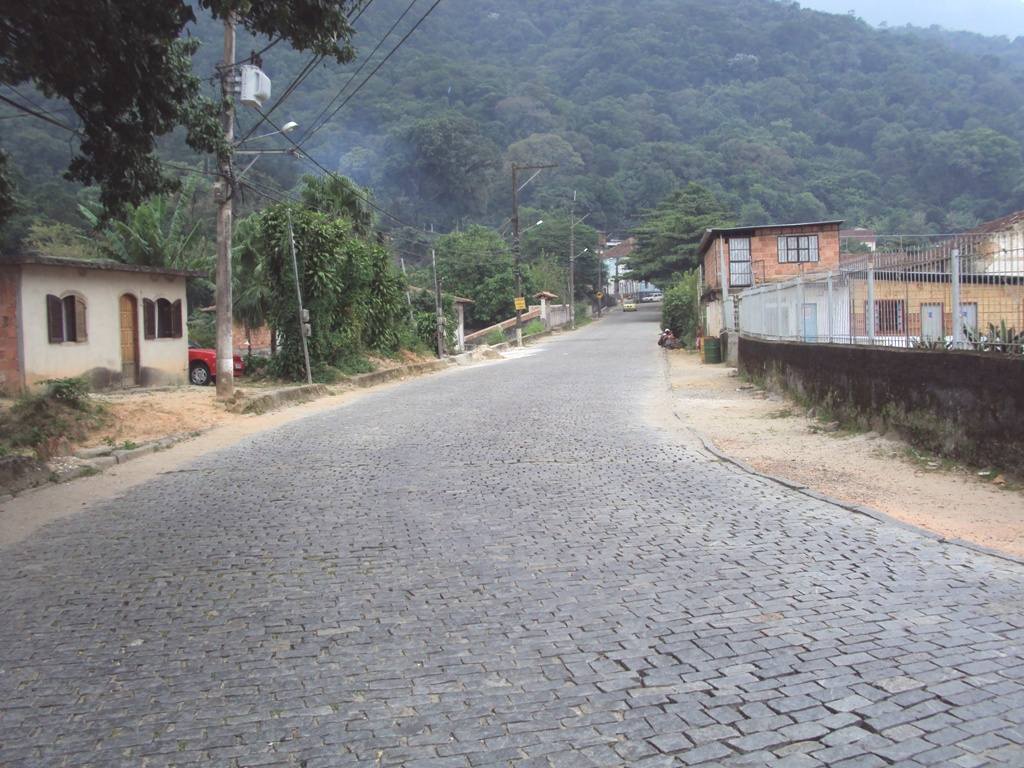
RJ-107 em Meio da Serra

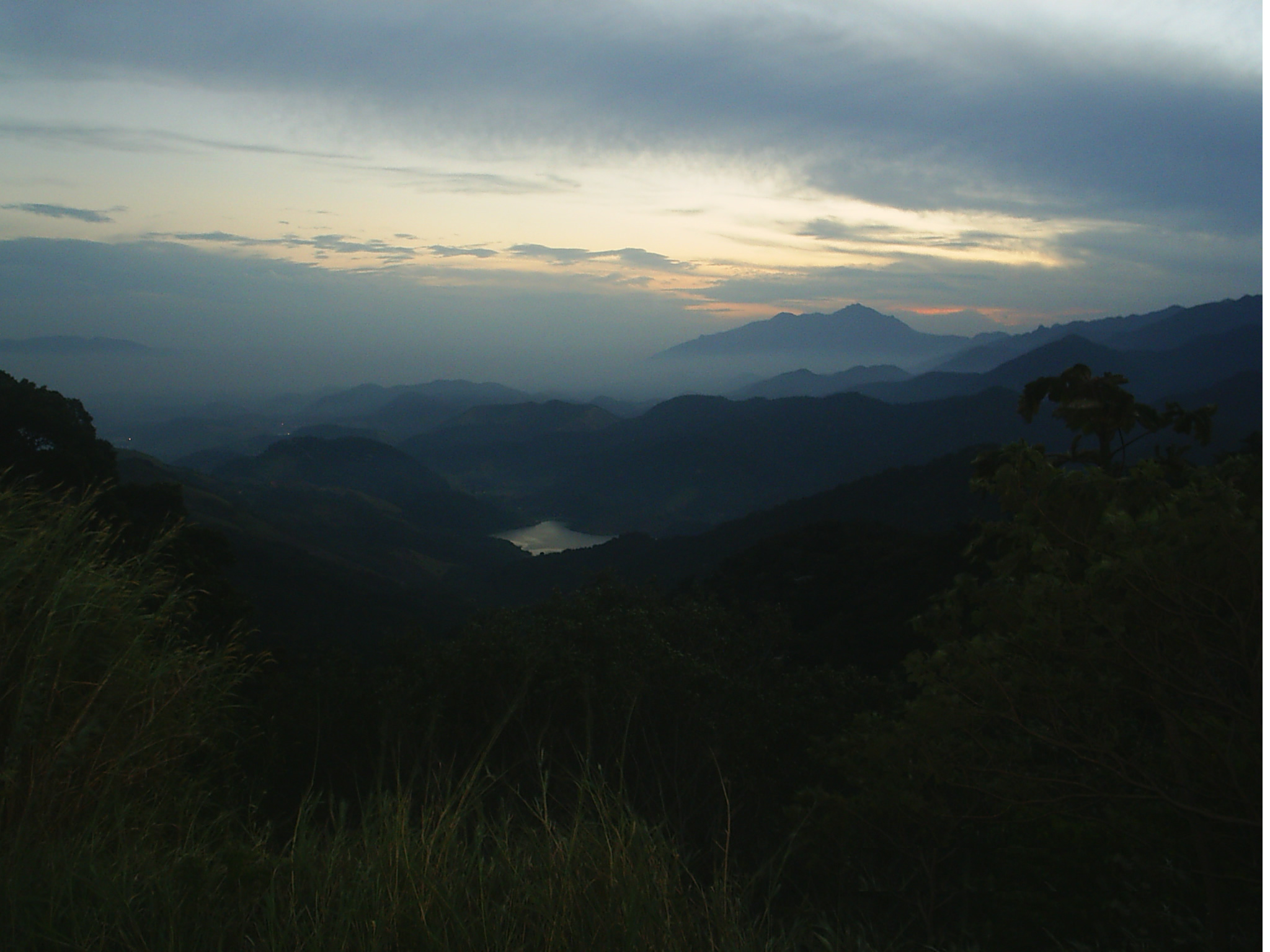
Serra de Petrópolis

Meio da Serra é um bairro de Petrópolis, no estado do Rio de Janeiro.
O bairro está localizado na subida da Serra de Petrópolis na divisa com Magé.
Nele, se localiza a RJ-107 conhecida como Serra Velha da Estrela, Serra Velha ou Estrada Velha da Estrela. Também no bairro se localiza a Serra de Petrópolis.
Possui uma antiga estação ferroviária que atualmente se encontra descaracterizada e convertida em uma moradia. O prédio da antiga estação foi inaugurado em 1883 pela Estrada de Ferro Príncipe do Grão Pará (posteriormente denominada como Linha do Norte da Estrada de Ferro Leopoldina) e foi desativado em 1964, logo após a extinção do trecho serrano da linha férrea. 